# World Doubles Championships 1993 - Doppio
Il doppio del torneo di tennis World Doubles Championships 1993, facente parte del WTA Tour 1993, ha avuto come vincitrici Gigi Fernández e Nataša Zvereva che hanno battuto in finale Larisa Neiland e Arantxa Sánchez Vicario con il punteggio di 7–5, 6–3.

## Teste di serie
1. Gigi Fernández /  Nataša Zvereva (Campionesse)
2. Larisa Neiland /  Arantxa Sánchez Vicario (finale)

1. Lori McNeil /  Rennae Stubbs (semifinali)
2. Pam Shriver /  Elizabeth Smylie (semifinali)

## Tabellone

### Legenda
| - Q = Qualificato - WC = Wild card - LL = Lucky loser | - ALT = Alternate - SE = Special Exempt - PR = Protected Ranking | - w/o = Walkover - r = Ritirato - d = Squalificato |